# Карло Висконти (кардинал)
Вижте пояснителната страница за други личности с името Карло Висконти.
Карло Висконти (на италиански: Carlo Visconti, * 1523 в Милано, † 12 ноември 1565 в Рим) от фамилията Висконти е италиански кардинал и епископ.

## Произход
Син е на Чезаре Висконти, от кадетския клон на господарите на Албицати на династията Висконти, и Маргарита дел Конте.

## Биография
През 1543 г. е приет в колегията на знатните юристи. През 1554 г., заедно с Франческо Антонио Креспи и Балдасаре Пустерла, е изпратен при Филип, син на император Карл V, с поздравления по повод женитбата му с Мария Тюдор и провъзгласяването му за крал на Неапол и херцог на Милано.
През същата година посланиците посеяават Нидерландия, където молят  императора да освободи страната им от прекомерни данъци. През 1558 г. Висконти е изпратен при Филип II с доклад за безнадеждното положение на Милано, принуден да събере милиция за своя сметка и в същото време да осигури испанските войски, преминаващи през неговата територия в Пиемонт, за да противодействат на френското настъпление. През 1559 г. е включен в Съвета на четиридесетте. През 1560 г. той отново отива на посолство в Испания, за да обсъди финансовото състояние на Милано.
Става сенатор на Милано; през 1561 г. отива в Рим, за да посети своя сънародник Павел IV, който го назначава за апостолски протонотарий, а на 5 декември го прави епископ на Вентимиля. В това си качество Висконти участва в Трентския събор през 1562 г.
През 1563 г. е изпратен от нунция в Испания с цел да получи подкрепата на Филип II за преодоляване на трудностите, възникнали на събора, които попречиха на успешното му завършване. Като награда за неговите усилия и отдаденост Висконти е издигнат в ранг на кардинал от папа Пий IV на 12 март 1565 г. и назначен да управлява епархията на Монтефелтро на 6 юли, но умира през ноември същата година на 42-годишна възраст. 
Както е обичаят на времето, Карло Висконти пише стихотворения, които са публикувани в стихосбирки, а също така оставя няколко ръкописа на Дворцови доклади (Relazioni di Corte) и колекция от писма за съборни дела, публикувани в Амстердам през 1719 г.